# اقتضاء الصراط المستقيم
اقتضاء الصراط المستقيم لمخالفة أصحاب الجحيم هو كتاب لابن تيمية تكلم فيه عن مسائل التشبه باليهود والنصارى وأعيادهم، وهو شرح لحديث الرسول ﷺ: «من تشبه بقوم فهو منهم». ألف قبل سنة 715هـ..
عالج فيها المؤلف ظاهرة تشبه المسلمين بغيرهم، وبين الأحكام المتعلقة بذلك. معتمدا على نصوص القرآن والسنة وعلى ما قرره علماء السلف، فبين أن الرسول أخبر أن أمته ستتبع سنن الأمم التي سبقتها من اليهود والنصارى وفارس والروم ونحوهم، ولكن تبقى دائما بقية من المسلمين على الحق ظاهرين حتى تقوم الساعة، وهذا من حفظ الله للدين، وتحدث عن أنواع من البدع والشركيات التي ابتليت بها الأمة، وشرح آثار التشبه والتقليد على الأمة، مع بيان كثير من القواعد الأساسية في التشبه، والفئات من الناس التي نهينا عن التشبه بها، وبسط القول عن الأعياد والاحتفالات البدعية، وتطرق للحديث عن الرطانة، وبين مفهوم البدعة، وذكر كثيرا من بدع القبور والمزارات والمشاهد والآثار ونحوها.

## موضوع الكتاب
هو التنبيه على قاعدة عظيمة من قواعد الإسلام وأصوله، وهي النهي عن التشبه بغير المسلمين، والأمر بمجانبة هديهم على العموم، وأعيادهم على الخصوص، وبيان حكمة ذلك، وما جاءت به الشريعة من مخالفة أهل الكتاب والأعاجم ونحوهم، وأصل هذه المسألة في كتاب الله وسنة نبيه وهدي السلف الصالح، واستقراء الآثار في ذلك. 

## الأعمال على الكتاب
- مختارات من اقتضاء الصراط المستقيم، الشيخ محمد بن صالح العثيمين، دار ابن الجوزي.
- مختارات من كتاب اقتضاء الصراط المستقيم مخالفة أصحاب الجحيم، محمد بن علي بن إبراهيم الضبيعي، الطبعة الأولى 1406هـ.
- مهذب اقتضاء الصراط المستقيم مخالفة أصحاب الجحيم، د. عبد الرحمن عبد الجبار، مراجعة الشيخ عبد الله الغنيمان.
- التعليق القويم على كتاب اقتضاء الصراط المستقيم، الشيخ صالح بن فوزان الفوزان، الرسالة العالمية.